# Cách mạng công nghiệp lần thứ hai
Cách mạng công nghiệp lần thứ hai (1871-1914)  là một giai đoạn công nghiệp hóa nhanh chóng và xảy ra nhiều sự tiêu chuẩn hóa, sản xuất hàng loạt và phát kiến khoa học từ cuối thế kỷ 19 đến đầu thế kỷ 20. Vì thời kỳ này đi liền với sự nổi lên của các cường quốc công nghiệp khác bên cạnh nước Anh, đó là Đức và Hoa Kỳ, thuật ngữ này được dùng nhằm nhấn mạnh đóng góp của các quốc gia này và có thể, còn là để hạ thấp vai trò của nước Anh.
Thời gian này có sự phát triển của các ngành công nghiệp hóa chất, dầu mỏ, thép và điện lực. Sản xuất hàng loạt hàng tiêu dùng được phát triển, các lĩnh vực như đồ uống và thực phẩm, quần áo, vận tải và giải trí gồm rạp chiếu phim, phát thanh, máy ghi âm được thương mại hóa đáp ứng nhu cầu dân chúng và tạo nhiều công ăn việc làm. Sự phát triển mau lẹ này, tuy vậy, là yếu tố đưa đến thời gian trì trệ những năm 1873-1896 và giai đoạn phát triển chủ nghĩa tư bản tài chính độc quyền sau này.

## Xác định thời gian
Có lẽ năm 1871 được chọn là năm bắt đầu của giai đoạn hai này vì sự ra đời của nước Đức thống nhất sau chiến tranh Pháp-Phổ (1870-1871). Sau chiến tranh, nước Đức thực sự trở thành một cường quốc hùng mạnh không chỉ ở Châu Âu mà còn trên tầm thế giới. Cũng thời gian này, Hoa Kỳ đã vượt Anh quốc trở thành quốc gia công nghiệp số một toàn cầu.
Có thể nói mầm mống của giai đoạn này từ giữa thế kỷ 19 với sự lớn mạnh của đường sắt và tàu biển động cơ hơi nước.
Ở Hoa Kỳ, Cách mạng công nghiệp lần hai gắn liền với quá trình điện khí hóa mà những nhà tiên phong là Nikola Tesla, Thomas Alva Edison, George Westinghouse và sự áp dụng quản lý dựa trên cơ sở khoa học bởi Frederick Winslow Taylor.

## Nước Đức
Đế chế Đức thay thế Anh quốc trở thành quốc gia dẫn đầu Châu Âu về công nghiệp. Có được vị trí này là nhờ ba yếu tố:
- Đức tiến hành công nghiệp hóa sau Anh, nên đúc rút những kinh nghiệm của nước Anh, tiết kiệm rất nhiều thời gian, tiền của và công sức. Cũng nhờ đi sau, Đức sử dụng những công nghệ mới nhất, trong khi đó, người Anh vẫn sử dụng những công nghệ đắt đỏ và lạc hậu, họ không thể (có thể cả không muốn) áp dụng những thành quả từ chính quá trình phát triển của họ.
- Trong lĩnh vực nghiên cứu và khoa học, người Đức đầu tư lớn hơn Anh.
- Hệ thống cartel kiểu Đức – liên minh độc quyền tập trung ở mức độ rất cao cho phép sử dụng hiệu quả nguồn tư bản linh động.
- Một số tin rằng bồi thường chiến phí từ Pháp sau khi đánh bại nước này trong Chiến tranh Pháp-Phổ 1870-1871 đã cung cấp vốn đầu tư cần thiết để cho phép đầu tư lớn vào cơ sở hạ tầng như đường xe lửa. Điều này cung cấp một thị trường rộng lớn cho các cải tiến sản phẩm thép và giao thông vận tải ngay khi hoàn thành. Sự sáp nhập vùng Alsace-Lorraine cũng mang lại cho nước Đức một số nhà máy lớn.

## Hoa Kỳ
Ở Hoa Kỳ, Cách mạng công nghiệp lần thứ hai thường được liên kết với sự điện khí hóa của các nhà phát minh tiên phong Nikola Tesla, Thomas Alva Edison và George Westinghouse và trường phái quản lý bằng khoa học áp dụng bởi Frederick Winslow Taylor.

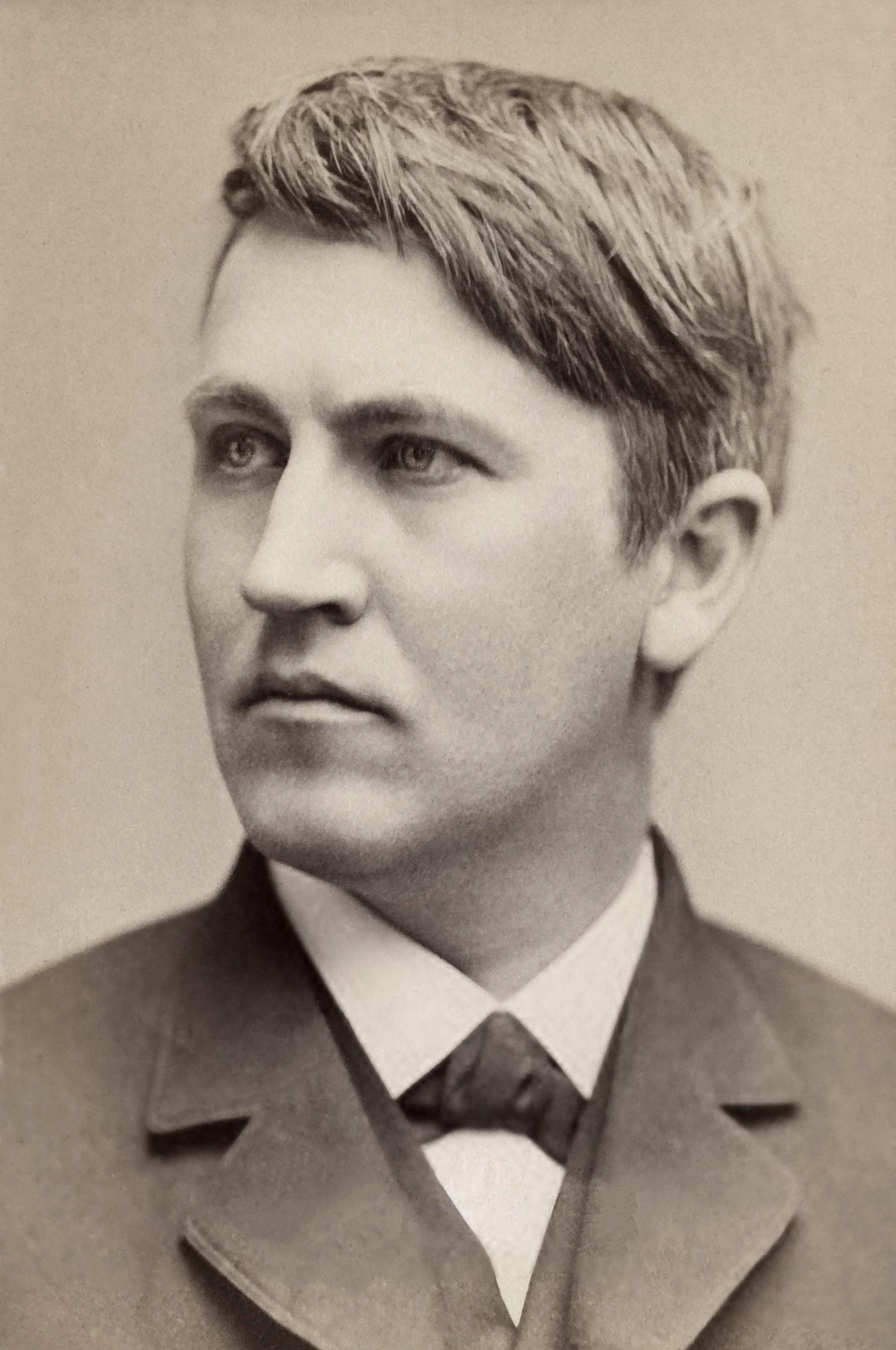
Thomas Edison,nhà phát minh và doanh nhân Mỹ, đã được biết đến như "Thiên tài của Menlo Park" và người thúc đẩy cho sự phát triển của mạng lưới điện một chiều.
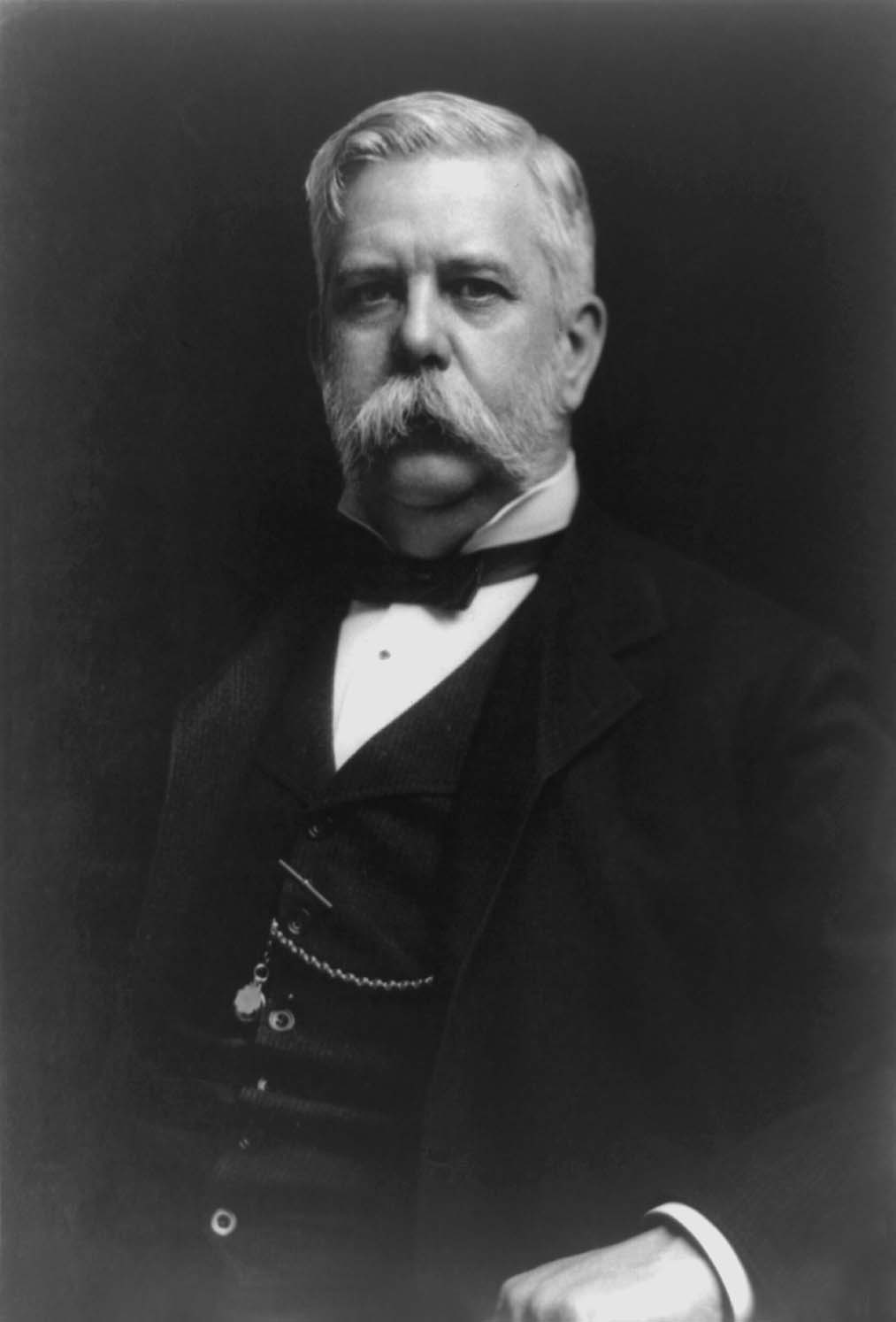
George Westinghouse, kỹ sư và chủ doanh nghiệp Mỹ, người cung cấp tài chính phát triển mạng lưới điện xoay chiều thực dụng.
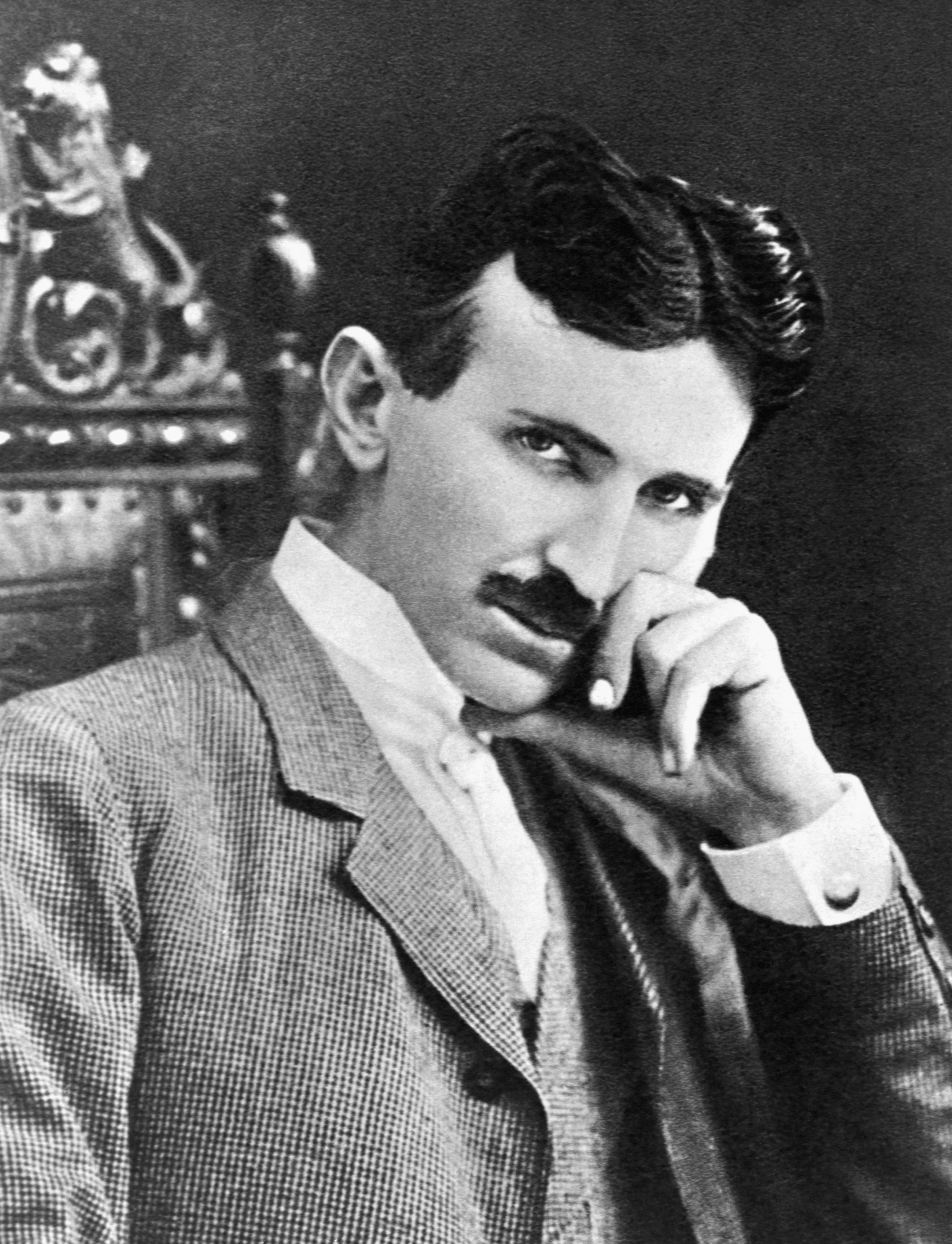
Nikola Tesla, nhà vật lý, kỹ sư cơ khí điện tử và sáng chế người Secbi; ông được biết đến là "Thiên tài phương Tây" và là người thúc đẩy sự phát triển mạng lưới điện xoay chiều.

## Công nhân
Giai đoạn này, gần giống như giai đoạn trước đó được đánh dấu bởi số lượng rất lớn người lao động trong lĩnh vực công nghiệp, nạn thất nghiệp, thù lao ít ỏi và nạn mại dâm vì không đủ nguồn thu nhập. Nó cũng chứng kiến sự tăng lên số công nhân văn phòng và sự lớn mạnh của các tổ chức công đoàn.

## Các phát minh
Nhiều sáng chế đã được cải thiện trong Cách mạng công nghiệp thứ hai, bao gồm cả in ấn và động cơ hơi nước.

### Truyền thông
Trong thời gian này, một trong những phát minh cốt yếu nhất của việc truyền bá các ý tưởng kỹ thuật là in ấn tang quay dẫn động bằng năng lượng hơi nước, một phát minh từ nhiều thập kỷ trước. Kỹ thuật này được phát triển là kết quả của phát minh máy sản xuất giấy cuộn từ đầu của thế kỷ 19. Cách mạng công nghiệp lần thứ hai cũng chứng kiến xuất hiện của kỹ thuật in Linotype và Monotype. Quy trình làm giấy từ bột gỗ thay thế nguyên liệu là bông và lanh vốn là những nguồn hạn chế. Sự truyền bá kiến thức ở nước Anh, ít nhất, cũng là kết quả của việc xóa bỏ thuế giấy trong thập kỷ 1870 khuyến khích sự phát triển của báo chí và các tạp chí kỹ thuật nhờ làm rẻ chi phí in ấn.
Các sáng chế và các ứng dụng được truyền bá nhiều hơn nữa trong cuộc Cách mạng này (hoặc giai đoạn thứ hai này của Cách mạng Công nghiệp). Trong thời gian này đã thấy sự tăng trưởng của máy công cụ tại Mỹ có khả năng chế tạo các thiết bị chính xác trong các máy khác. Nó cũng là thời gian ra đời sản xuất dây chuyền hàng tiêu dùng.

### Động cơ
Động cơ hơi nước đã được phát triển và áp dụng ở Anh trong thế kỷ 18, và được xuất khẩu chậm chạp sang châu Âu và phần còn lại của thế giới trong thế kỷ 19, cùng với các cách mạng công nghiệp. Trong thực tế cuộc cách mạng công nghiệp lần thứ hai, sự phát triển động cơ đốt trong ở một số nước công nghiệp phát triển và trao đổi ý tưởng đã được nhanh hơn nhiều. Một ví dụ, động cơ đốt trong chạy trên khí than đá đầu tiên đã được phát triển do Etienne Lenoir ở Pháp, nơi mà nó đã có một số thành công hạn chế như là một động cơ nhỏ trong công nghiệp nhẹ.
Động cơ đốt trong đã được thử nghiệm là một động lực cho xe ô tô sơ khai ở Pháp trong thập kỷ 1870, nhưng nó không bao giờ được sản xuất với số lượng đáng kể. Chính Gottlieb Daimler của Đức là tạo ra đột phát chỉ vài năm sau bằng việc sử dụng dầu mỏ làm nhiên liệu xe ô tô thay cho khí than. Sau đó, Henry Ford chế tạo hàng loạt ô tô với động cơ đốt trong, tạo nên tác động to lớn với xã hội. Động cơ xăng hai kỳ, ban đầu được phát minh bởi kỹ sư người Anh Joseph Day ở thành phố Bath. Ông chuyển giao phát minh cho các doanh nhân Mỹ và từ đây nó mau chóng trở thành "nguồn năng lượng của người nghèo", dẫn động máy móc nhỏ như xe máy, xuồng có động cơ và máy bơm. Nó cũng là nguồn năng lượng tin cậy của các cơ sở sản xuất nhỏ trước khi điện được phổ biến rộng rãi.